# 大鱗新燈籠魚
大鳞新灯鱼（学名：Neoscopelus macrolepidotus）为新灯鱼科新灯鱼属的鱼类。太平洋、印度洋大西洋均有，以及东海等海域。该物种的模式产地在大西洋马德拉岛。
它体长可达25公分，在300-1180公尺深之海域生活。